# Kazushige Nojima
Kazushige Nojima (野島 一成, Nojima Kazushige) (né le 20 janvier 1964 à Sapporo au Japon) est un scénariste de jeux vidéo japonais. Il est surtout connu pour avoir collaboré aux scénarios de plusieurs opus de la série Final Fantasy et sur les trois premiers opus de la série Kingdom Hearts. Il est également l'auteur des paroles de plusieurs chansons créées pour la série Final Fantasy. Il a participé à l'élaboration de la mythologie du projet Fabula Nova Crystallis Final Fantasy XIII et travaille plus particulièrement sur le scénario de Final Fantasy Versus XIII. Il a aussi travaillé sur le scénario du mode aventure de Super Smash Bros. Brawl.

## Carrière
Il a commencé dans les jeux vidéo en 1987 en travaillant sur certains dialogues de Birdie Rush sur Nintendo Entertainment System, un jeu de golf réalisé par la société Data East.  
Il a commencé dans la société Data East avant de rejoindre Squaresoft.
Kazushige Nojima travaille pour SquareEnix jusqu'en octobre 2003 et a collaboré pour plusieurs jeux vidéo.
Depuis, il a créé sa propre compagnie, Stellavista Ltd., mais continue ses collaborations avec SquareEnix, il est crédité dans les jeux, films et animes.

## Travaux
- 1987 : Birdie Rush, scénariste
- 1988 : Tantei Jinguuji Saburou : Kiken na Ninin, scénariste
- 1991 : Tantei Jinguuji Saburou : Toki no Sugi Yukumamani, scénariste
- 1992 : Herakles no Eikou 3: Kamigami no Chinmoku, scénariste
- 1994 : Herakles no Eikou 4: Kamigami no Okurimono, scénariste
- 1996 : Bahamut Lagoon, directeur, scénariste
- 1997 : Final Fantasy VII, scénariste
- 1999 : Final Fantasy VIII, scénariste
- 2001 : Final Fantasy X, scénariste
- 2002 : Kingdom Hearts, scénariste
- 2003 : Final Fantasy X-2, scénariste
- 2004 : Kingdom Hearts: Chain of Memories, superviseur du scénario
- 2004 : Before Crisis: Final Fantasy VII, superviseur du scénario
- 2005 : Kingdom Hearts 2, scénariste
- 2005 : Final Fantasy VII Advent Children (film), scénariste
- 2007 : Crisis Core: Final Fantasy VII, scénariste
- 2008 : Super Smash Bros. Brawl, scénariste
- 2008 : Glory of Heracles, scénariste
- 2009 : Final Fantasy XIII, concept scenario
- 2009 : Final Fantasy VII On The Way to a Smile (livre), auteur
- 2011 : Black Rock Shooter: The Game, scénariste
- 2015 : Zodiac : Orcanon Odyssey, scénariste
- 2016 : Final Fantasy XV (ex-Versus XIII), scénariste
- 2020 : Final Fantasy VII REMAKE, scénariste (révision de l'histoire originale)
- 2022 : Stranger of Paradise Final Fantasy Origin, scénariste
- 2022 : Final Fantasy VII REMAKE - Traces of Two pasts (livre), auteur
- 2024 : Final Fantasy VII REBIRTH, scénariste